# Евангулов, Лев Богданович
Лев Богданович Евангулов — советский научный хозяйственный деятель, профессор, доктор технических наук.

## Биография

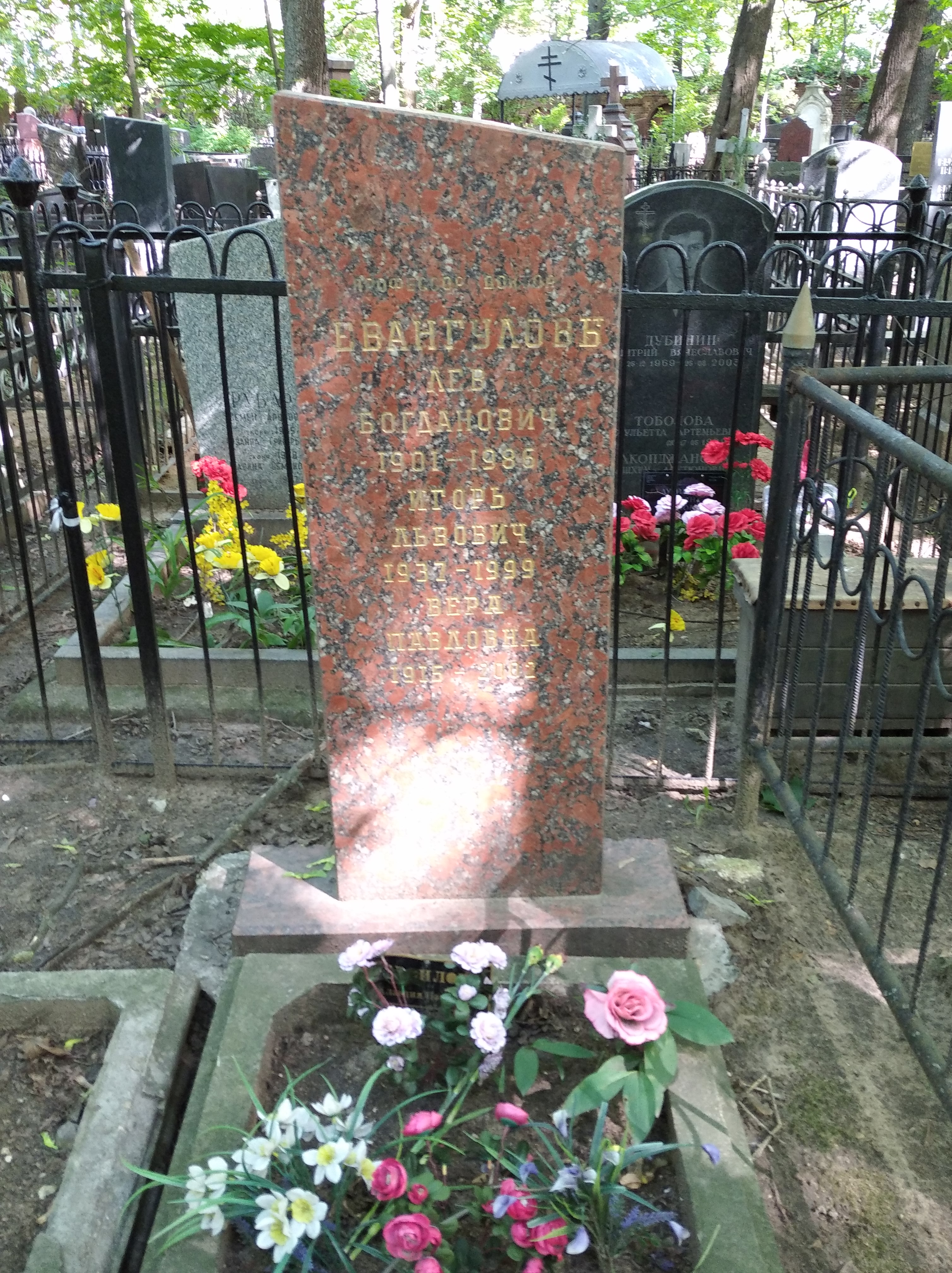
Могила Л. Б. Евангулова

Родился в 1901 году во Владикавказе. Член КПСС с 1921 года.
С 1930 года — на хозяйственной, общественной и политической работе. В 1930—1975 гг. — преподаватель Московского авиационного института, участник конструкции первого советского гидравлического тормоза, главный конструктор и зам. директора з-да № 25 авиационной промышленности НКАП СССР, главный конструктор, директор опытного з-да № 291 НКАП СССР, профессор Московского авиационного института.
Награждён орденом «Знак Почёта» (04.11.1940) — «за достижения в создании и освоении новых винтов, радиаторов, приборов и агрегатов для Красного Воздушного Флота».
За создание приборов для испытания двигателей был удостоен личной Сталинской премии 3-й степени 1951 года.
Умер в Москве в 1986 году. Похоронен на Армянском кладбище.